# Paul-Karl Loeser
Paul-Karl Loeser (Berlin, 1914. szeptember 12. – ?, 1956. április 16.) német tengeralattjáró-kapitány volt a második világháborúban. Három hajót elsüllyesztett, ezek összesített vízkiszorítása 10 263 brt volt.

## Pályafutása
1935. április 5-én csatlakozott a német haditengerészethez. 1942. december 1-jén sorhajóhadnaggyá léptették elő. A háború alatt kilenc őrjáratot teljesített, amelyek során 367 napot töltött tengeren.

## Összegzés
| Hajója | Parancsnoki szolgálata                 | Őrjáratok száma | Őrjáratok hossza (nap) | Eltalált hajók száma | Eltalált hajók vízkiszorítása (brt) |
| ------ | -------------------------------------- | --------------- | ---------------------- | -------------------- | ----------------------------------- |
| U–30   | 1941. április 1. – 1941. április       | 0               | 0                      | 0                    | 0                                   |
| U–373  | 1941. május 22. – 1943. szeptember 25. | 9               | 367                    | 3                    | 10 263                              |

## Elsüllyesztett hajók
| Búvárhajó | Nap               | Hajó              | Nemzetisége        | Vízkiszorítása (brt |
| --------- | ----------------- | ----------------- | ------------------ | ------------------- |
| U–373     | 1942. március 17. | Mount Lycabettus  | Görögország        | 4292                |
| U–373     | 1942. március 22. | Thursobank        | Egyesült Királyság | 5575                |
| U–373     | 1942. június 24.  | John R. Williams* | Egyesült Államok   | 396                 |

* A búvárhajó által kihelyezett akna pusztította el